# Leucania epieixelus
Leucania epieixelus är en fjärilsart som beskrevs av Rothschild 1920. Leucania epieixelus ingår i släktet Leucania och familjen nattflyn. Inga underarter finns listade i Catalogue of Life.